# Welf Ier
Pour les articles homonymes, voir Welf Ier de Bavière.
 (mai 2024).
Si vous disposez d'ouvrages ou d'articles de référence ou si vous connaissez des sites web de qualité traitant du thème abordé ici, merci de compléter l'article en donnant les références utiles à sa vérifiabilité et en les liant à la section « Notes et références ».
Welf Ier, né en 778 et mort le 3 septembre vers 825, est dux et comes en Alémanie à l'époque de l'Empire carolingien. Père de l'impératrice Judith de Bavière, femme de Louis le Pieux, et de la reine Emma de Bavière, femme de Louis II le Germanique, il est l'ancêtre éponyme de la dynastie des Welf.

## Biographie
Welf Ier est probablement le fils (ou gendre) d'Isembart, comte (Graf) d'Altdorf en Alémanie, et de son épouse Hermengarde.[réf. nécessaire]
Welf Ier exerçait les fonctions d'un dux (chef, duc) et comes (comte) alaman d'Altdorf et de Ravensbourg au nord du lac de Constance en Alémanie.
Il épouse Heilwig (morte vers 833), de noblesse saxonne, ultérieurement abbesse de Chelles, dont postérité :
- Judith, qui épouse en 819 son arrière-petit-cousin Louis le Pieux, empereur d'Occident ;
- Raoul ou Rodolphe († 866), comte de Sens et du Ponthieu, et abbé laïc de Jumièges et de Saint-Riquier ;
- Conrad (dit l'Ancien), comte d'Argengau, de Paris et d'Auxerre, ainsi qu' abbé laïc de Saint-Germain d'Auxerre et de Saint-Gall, épousait Adélaïde († ap. 866), fille du comte Hugues III de Tours (Étichonides) ;
- Emma, qui épouse en 827 Louis le Germanique, fils de Louis le Pieux.